# Česká Kubice
Česká Kubice település Csehországban, a Domažlicei járásban. Česká Kubice Tlumačov, Všeruby, Babylon, Pec, Klenčí pod Čerchovem, Pasečnice, Nemanice, Chodov, Furth im Wald és Waldmünchen településekkel határos. Lakosainak száma 975 fő (2024. január 1.).

## Népesség
A település lakosságának változását az alábbi diagram mutatja:
| Lakosok száma | 2443 | 2694 | 2186 | 765  | 582  | 619  | 921  | 964  | 864  | 975  |
|               | 1869 | 1890 | 1921 | 1950 | 1980 | 2001 | 2017 | 2019 | 2022 | 2024 |